# Ацилий Север
Ацилий Север (на латински: Acilius Severus) е политик и сенатор на Римската империя през началото на 4 век.
През 323 г. Ацилий Север е консул заедно с Ветий Руфин. Вероятно Константин I Велики го назначава за преториански префект на Балканите през 322 – 323 г.
От 325 до 326 г. той е praefectus urbi на Рим.